# Agravaine

Wapen van Agravaine

Agravaine is een neef van koning Arthur en een van de ridders van de ronde tafel in de Arthurlegendes. Hij is een zoon van koning Lot van Orkney en Morgause, en broer van Walewein, Gaheris en Gareth en heeft een halfbroer genaamd Mordred.